# Edmond Leburton
Edmond Jules Isidore Leburton (Lantremange, 18 april 1915 – Borgworm, 15 juni 1997) was een Belgisch politicus voor de PSB.

## Levensloop
Edmond Leburton werd in 1935 licentiaat in de politieke en sociale wetenschappen aan de Universiteit Luik. Hij werd ambtenaar op het ministerie van Arbeid en Sociale Voorzorg.
Hij nam deel aan de Achttiendaagse Veldtocht in mei 1940. Leburton werd krijgsgevangene, maar kon ontsnappen. Vervolgens trad hij toe tot het Verzet, als commandant van de groep 'Refuge-Otarie' binnen het Geheim Leger. 
Na de Tweede Wereldoorlog werd hij hoofdcontroleur bij eerste minister Achille Van Acker en was Leburton van 1947 tot 1948 kabinetschef van toenmalig minister Léon-Eli Troclet. Ook was hij van 1945 tot 1960 leraar aan de provinciale school van Luik, aan de professionele school voor verplegers en aan het Instituut van Sociale Studies van de Staat in de stad Luik.
Van 1946 tot 1988 was Leburton voor de PSB en daarna de PS gemeenteraadslid van Borgworm, waar hij van 1947 tot 1987 burgemeester was. Bovendien zetelde hij van 1946 tot 1981 voor het arrondissement Hoei-Borgworm in de Kamer van volksvertegenwoordigers. Door het toen bestaande dubbelmandaat was hij van 1971 tot 1980 ook lid van de Franse Cultuurraad en zetelde hij van 1980 tot 1981 in de Waalse Gewestraad en de Franse Gemeenschapsraad.
In 1947 werd hij lid van het partijbureau van de PSB. Leburton werd meerdere malen minister voor de partij: van 1954 tot 1958 was hij minister van Volksgezondheid en Gezin in de Regering-Van Acker IV, van 1961 tot 1965 minister van Sociale Zaken in de Regering-Lefèvre, van 1965 tot 1966 minister-ondervoorzitter van de Raad belast met de Coördinatie van het Infrastructuurbeleid in de regering-Harmel en van 1969 tot 1971 minister van Economische Zaken in de regering-G. Eyskens V. In 1971 werd hij benoemd tot minister van Staat.
Van 1971 tot 1973 was Leburton partijvoorzitter van de PSB. Vervolgens was hij van januari 1973 tot april 1974 eerste minister in de regering-Leburton, die geplaagd werden door betogingen zoals de staking van de dokwerkers, de manifestaties van de scholieren tegen de hervorming van het leger, de manifestaties tegen abortus, tegen de herziening van het Schoolpact. Verder was er nog de petroleumcrisis en schandalen, het RTT-schandaal en de Ibramco-affaire. Leburton had daarbij het nadeel dat hij geen Nederlands sprak. Volgens Rik Van Cauwelaert las hij af en toe een speech in het Nederlands voor, die fonetisch voor hem was uitgeschreven en waarvan hij de inhoud niet begreep.
Na zijn premierschap was hij van 1977 tot 1979 nog voorzitter van de Kamer. Bovendien was Leburton van 1959 tot 1985 algemeen voorzitter van de Socialistische Mutualiteiten.
Voorts is Leburton zelf ook een aantal keren persoonlijk in opspraak gekomen. Voormalige eerste minister Wilfried Martens noemde hem in zijn memoires "berucht om zijn drankverbruik, zijn voorkeur voor volslanke dames en zijn bevreemdende sympathie voor sterke leiders van totalitaire regimes". Leburton was inderdaad persoonlijk bevriend met president Mobutu Sese Seko van Zaïre: via journalist Pierre Davister ontving hij twintig miljoen Belgische Franken van het bevriend staatshoofd. Na hem zou Wallonië pas 40 jaar later opnieuw een Waalse premier leveren aan België.
In Borgworm is er een Centre Sportif Edmond Leburton.

## Eretekens
Deze lijst met eretekens werd gedrukt op de rouwbrief.
- België: Grootlint Leopoldsorde
- België: Grootkruis Orde van Leopold II
- Duitsland: Grootkruis Orde voor Verdienste
- Nederland: Grootkruis Orde van Oranje Nassau
- Luxemburg: Grootkruis Orde van de Eiken Kroon
- Spanje: Ridder Grootkruis van Isabella de Katholieke
- Frankrijk: Grootofficier Erelegioen
- Orde van de Ster met Gouden Kroon
- Orde van Koning Abdul-Aziz, Saoedi-Arabië
- Grootlint Nationale Orde, Burundi
- Grootkruis Nationale Orde, Nigeria
- Grootkruis Orde van de Azteekse Adelaar
- Grootkruis Orde voor Verdienste, Oostenrijk
- Grootkruis Orde voor Verdienste, Chili
- Tudor Vladimirescu Orde, Klasse 1
- Commandeur Orde van het Luipaard
- Italië: Grootofficier Orde voor Verdienste van Italië